# Arsène Lupin contra lui Herlock Sholmes
Arsène Lupin contra lui Herlock Sholmes (în franceză Arsène Lupin vs. Herlock Sholmès) este o colecție de două povestiri cu Arsène Lupin, scrise de Maurice Leblanc. Aceste povestiri relatează confruntarea între Lupin și Herlock Sholmes, o copie transparentă a lui Sherlock Holmes, personajul povestirilor polițiste ale lui Arthur Conan Doyle, care avea deja un mare succes în Franța (aventurile sale au fost publicate începând din 1902). 
Colecția de povestiri urmează volumului Arsène Lupin, gentleman-cambrioleur, în care Sherlock Holmes își face apariția în povestirea "Sherlock Holmès arrive trop tard". După apariția personajului Sherlock Holmes în povestirea respectivă, Maurile Leblanc a schimbat numele personajului în cel de Herlock Sholmes ca urmare a protestelor lui Arthur Conan Doyle. Colecția a fost tradusă în limba engleză ca Arsène Lupin versus Holmlock Shears în Anglia și The Blonde Lady în Statele Unite ale Americii. Aceste povestiri au subiect și un ton umoristic în opoziție cu celelalte opere mai sumbre ale lui Leblanc. 

## Rezumat
Prima povestire, "Femeia blondă", începe cu achiziționarea unui secreter vechi de acaju de către Gerbois, profesor de matematică la Liceul din Versailles. Secreterul este ulterior furat de Arsène Lupin. Mai târziu, Lupin și profesorul își dau seama că în el se află un bilet de loterie, uitat de profesor într-un sertar, și care iese câștigător la tragerea loteriei. Lupin reușește să obțină jumătate din câștig în timp ce realizează o scăpare aproape imposibilă alături de o femeie blondă. După furtul unui diamant albastru, din nou de către o femeie blondă, inspectorul de poliție Ganimard face legătura cu Lupin și este solicitat ajutorul detectivului englez Herlock Sholmes pentru a-l învinge pe Lupin. Din întâmplare, Lupin și biograful său se întâlnesc cu Sholmes și cu asistentul său, Wilson, într-un restaurant parizian, și ei își prezintă punctele de vedere. În ciuda eforturilor lui Lupin, Sholmes reușește să afle identitatea femeii blonde, care este complicea lui Lupin în ambele infracțiuni. Lupin îl prinde în capcană pe Sholmes și îl trimite cu un vapor la Southampton, dar Sholmes reușește să scape și să se întoarcă la Paris unde realizează arestarea lui Lupin. După ce Sholmes pleacă, Lupin evadează din nou din mâinile polițiștilor francezi și reușește să-și ia rămas bun de la Sholmes și de la asistentul său în Gara de Nord.
A doua povestire, "Lampa ebraică", începe cu un alt apel la Herlock Sholmes pentru a recupera o lampă ebraică furată. După citirea apelului, Sholmes este șocat să citească o a doua scrisoare trimisă de această dată de Lupin și sosită în același timp cu prima, în care i se cere să nu intervină. Sholmes este mâniat de îndrăzneala lui Lupin și pleacă la Paris. La Gara de Nord, Sholmes este acostat de o femeie tânără, care îl avertizează și ea să nu intervină, și citește în Echo de France, ziarul portavoce a lui Lupin, despre sosirea sa. Sholmes începe să investigheze furtul și află adevăratul motiv pentru care Lupin îi ceruse să nu intervină.

## Cuprins
Colecția conține următoarele povestiri:
- "Femeia blondă", cuprinzând șase capitole
  - Numărul 514 - Seria 23
  - Diamantul albastru
  - Herlock Sholmes începe ostilitățile
  - Câteva lumini în beznă
  - O răpire
  - A doua arestare a lui Arsène Lupin
- "Lampa ebraică", cuprinzând două capitole
  - Capitolul 1
  - Capitolul 2

## Istoricul publicării
Cele două povestiri au fost publicate inițial în revista Je sais tout începând din noiembrie 1906. Prima povestire, Femeia blondă, a fost publicată în perioada noiembrie 1906 - aprilie 1907, în timp ce a doua, Lampa ebraică, a apărut în perioada septembrie-octombrie 1907. Colecția celor două povestiri a fost publicată  în volum în februarie 1908, cu modificări (mai ales epilogul), iar o altă ediție a apărut în 1914, cu noi modificări. Traducerile în limba engleză au apărut în 1910.

## Traduceri în limba română
- "Arsène Lupin contra lui Herlock Sholmes" (Ed. Univers, Colecția Enigma, București, 1971), 197 p. - traducere de Constantin Ioncică
- "Arsène Lupin contra lui Herlock Sholmes" (Ed. Uranus, București, 1991), 286 p. - traducere de Constantin Ioncică
- "Arsène Lupin contra lui Herlock Sholmes" (Ed. Gramar, București, 2012), 258 p. - traducere de Gabriel Mălăescu